# Escándalo Bodø

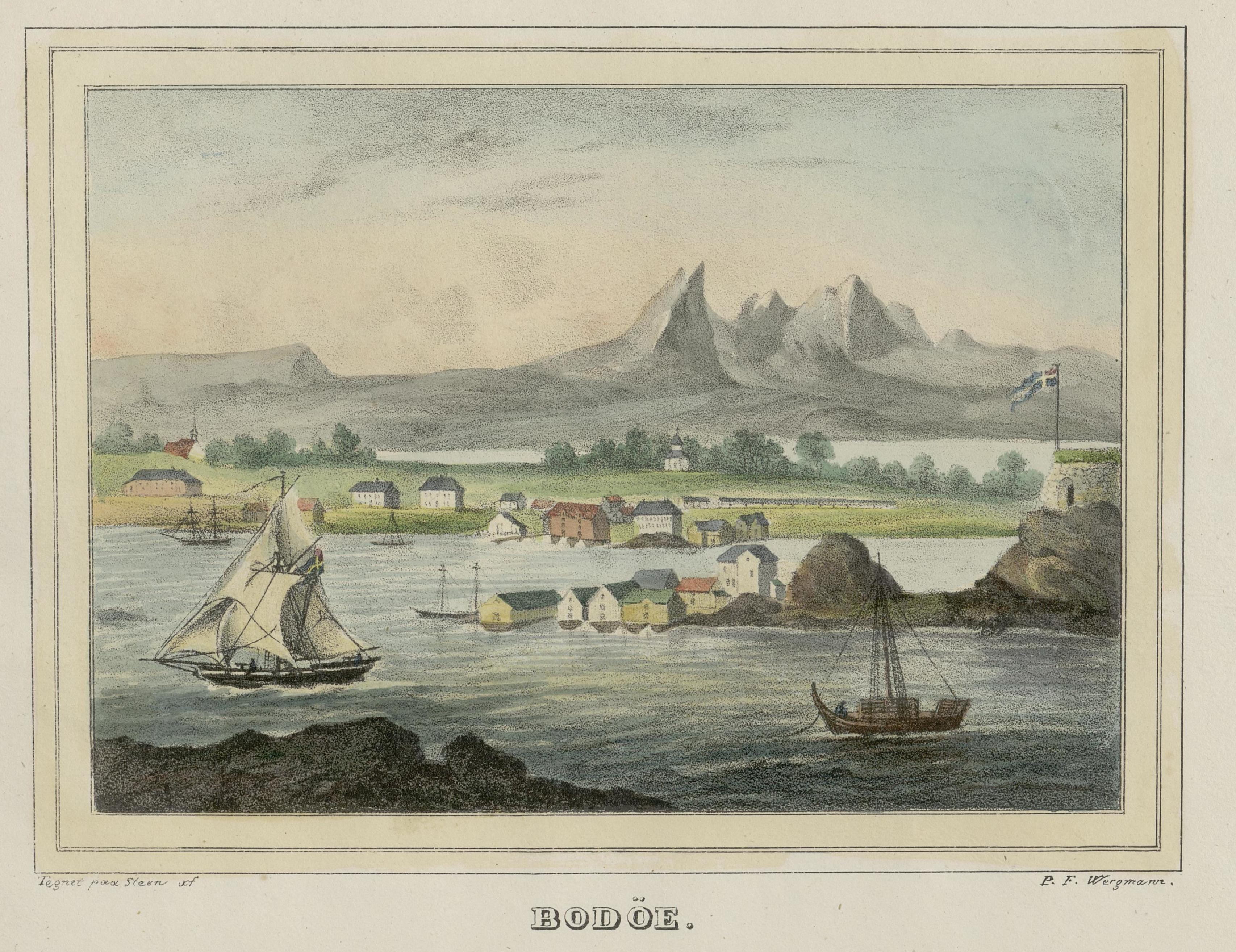
Puerto noruego de Bodø. Litografía de Peter Frederik Wergmann, c. 1800.

El escándalo Bodø (en noruego, Bodøsaken) fue un conflicto diplomático entre el reino de Noruega y Suecia (entonces, una monarquía doble) y el Reino Unido, conflicto que duró desde 1818 a 1821. El escándalo surgió por las actividades ilegales de comercio de una empresa inglesa en el puerto noruego de Bodø, donde los oficiales noruegos el 1818 decomisaron una carga grande que pertenecía a la empresa, y arrestaron a uno de sus propietarios, que más tarde huyó.
El Ministerio de Asuntos Exteriores de Estocolmo, que se encargaba de los asuntos exteriores de Noruega en aquella época, parecía irracionalmente favorable a las reclamaciones británicas sobre el incidente de Bodø, enfureciendo a los noruegos y alimentando así su nacionalismo. En 1821, se pagó una compensación a la empresa británica, ignorando las objeciones noruegas. A pesar de tratarse de un asunto de importancia menor, el incidente provocó una gran desconfianza entre los noruegos y el Ministerio sueco de Asuntos Exteriores.